# Ghost

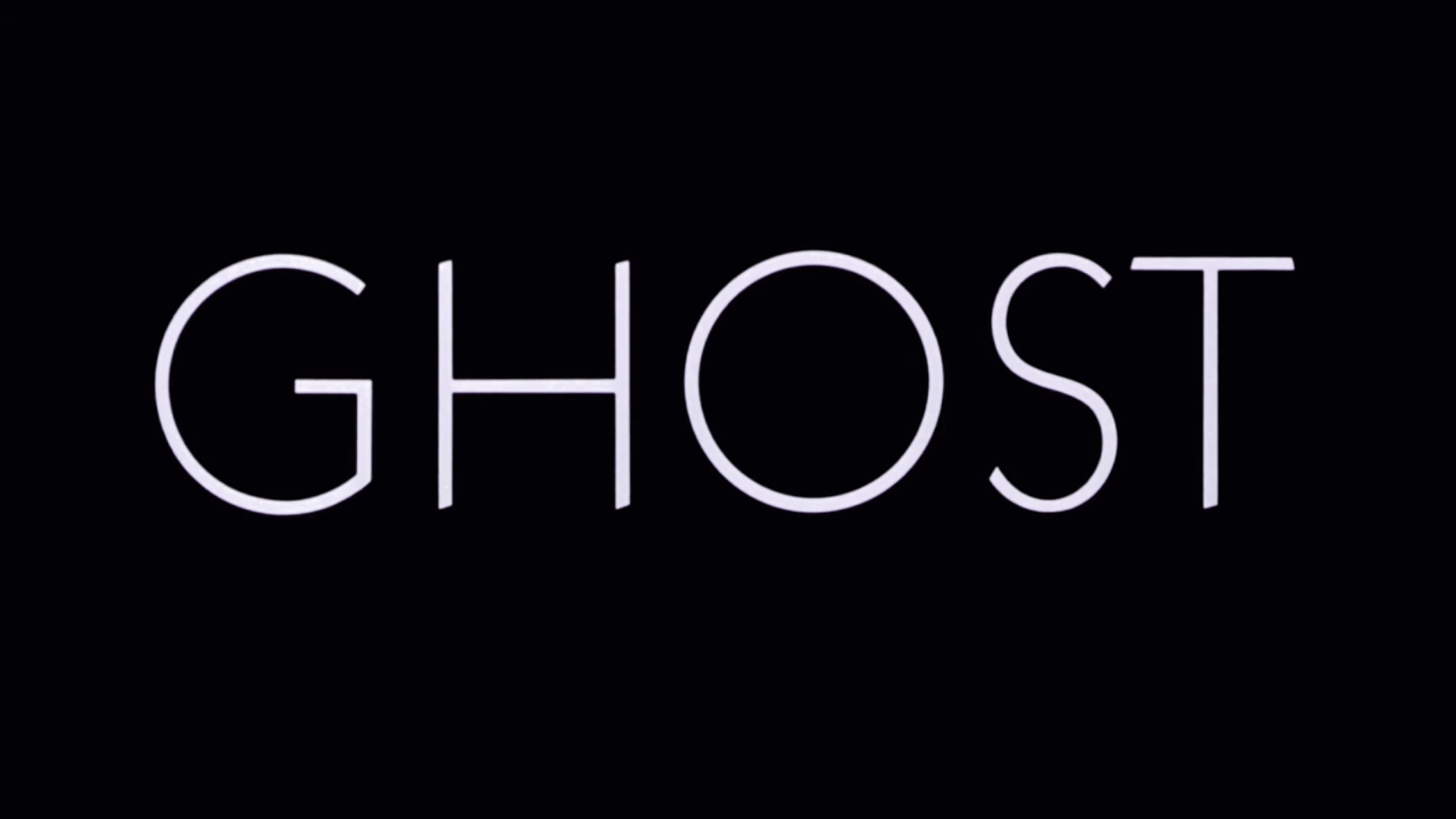

Ghost és un film estatunidenc dirigit per Jerry Zucker, estrenat el 1990 i doblat al català.

## Argument
Mentre viuen l'amor perfecte, Sam Wheat i Molly Jensen es traslladen a un gran apartament a Nova York. Una nit, en un sinistre carreró, maten Sam davant la seva companya. Aleshores es converteix en un fantasma, enganxat a la terra. Arriba a comunicar-se amb una falsa mèdium, Oda May Brown, que descobreix alhora, els seus poders de vident. Sam prova aleshores d'investigar la seva pròpia mort i mira de comunicar-se amb Molly per a trobar el seu assassí.

## Repartiment
- Patrick Swayze: Sam Wheat
- Demi Moore: Molly Jensen
- Whoopi Goldberg: Oda Mae Brown
- Tony Goldwyn: Carl Bruner
- Rick Aviles: Willy Lopez
- Susan Breslau: Susan
- Martina Deignan: Rose
- Phil Leeds: el fantama d'urgència
- John Hugh: cirurgià
- Sam Tsoutsouvas: ministre
- Vincent Schiavelli: el fantasma del metro

## Producció

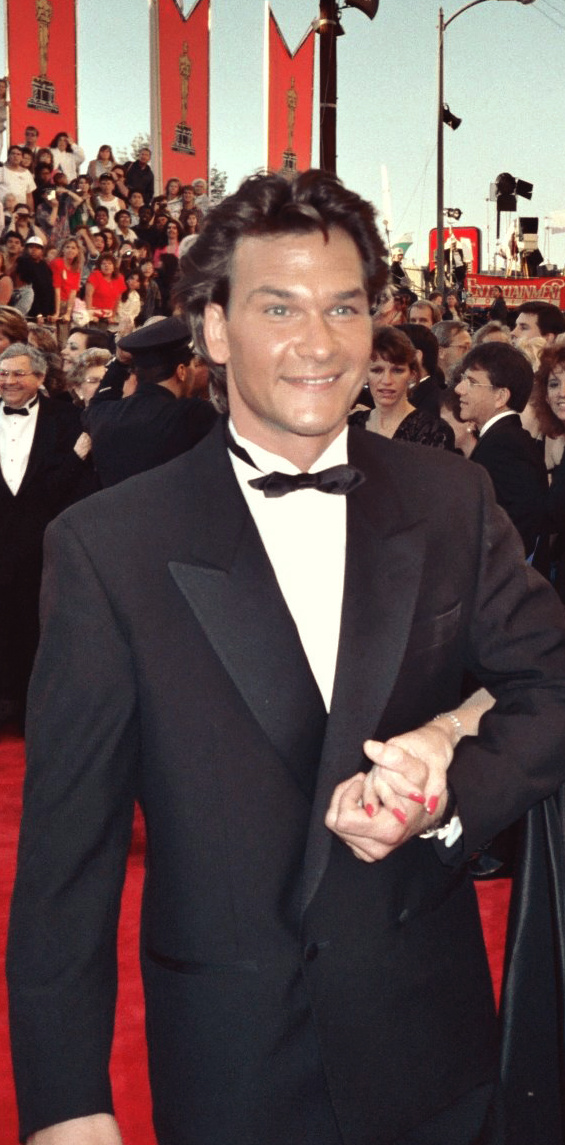
Primer reticent, Jerry Zucker va acabar donat el paper principal a Patrick Swayze

Bruce Joel Rubin decideix escriure una història de fantasmes, des del punt de vista del fantasma, sense saber com agafar-ho. Veient una versió de Hamlet, especialment l'escena en la qual el fantasma del pare de Hamlet demana que la seva mort sigui venjada, és com el guionista s'imagina la història dels fantasmes que es vengen.
Una vegada acabat el guió, Rubin es pregunta que passarà amb la pel·lícula que la Paramount ha confiat a Jerry Zucker que és conegut per dirigir comèdies com Hi ha un pilot a l'avió? o  Top Secret !. Zucker va començar a criticar el guió que tothom troba bo. D'entrada preocupat, Rubin es va adonar que Zucker està perfectament identificat amb el tema i que no s'ha pres la pel·lícula a la lleugera. " Els dos homes després agafarien el guió per millorar-l'ho.

### Els artistes

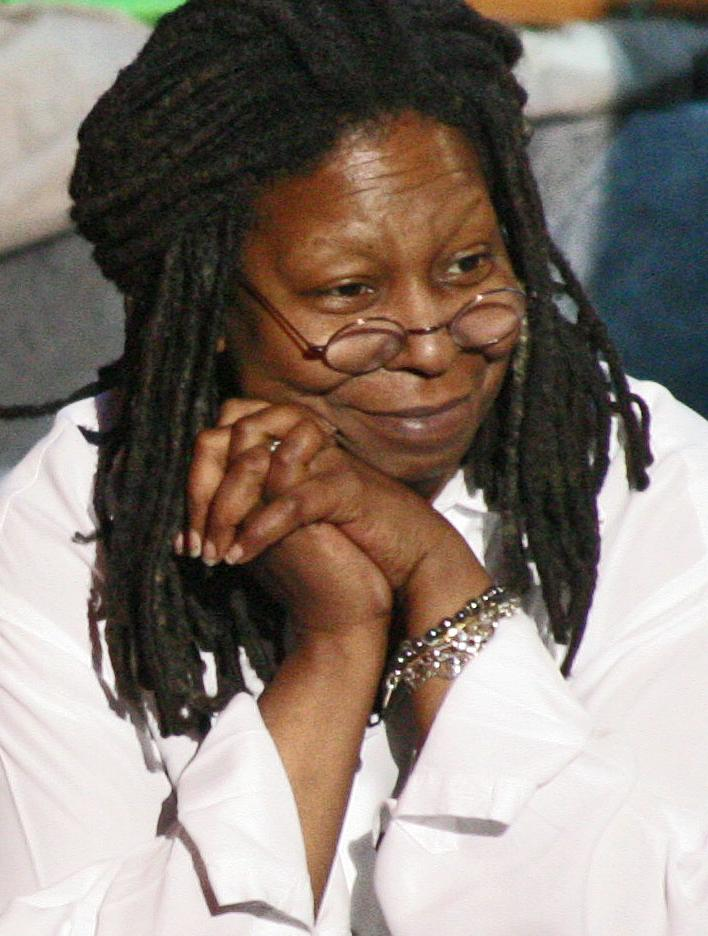
Whoopi Goldberg interpreta l'extravagant vident Oda Mae Brown.

Per al paper de Sam Wheat, la primera opció de Bruce Joel Rubin és Patrick Swayze. Elecció motivada per una entrevista de la protagonista amb Barbara Walters, on li va parlar amb emoció del seu pare. La proposta és sotmesa a Jerry Zucker que no veu Swayze l'actor ideal pel personatge. El paper va ser ofert a diversos actors entre ells Harrison Ford, Tom Hanks o Tom Cruise que refusen perquè ningú vol interpretar un mort. 

Després de llegir el guió i conscient que podria ser el paper de la seva vida, Patrick Swayze aconsegueix passar un càsting. Segons l'actor, les paraules de Zucker van ser: "Hauran de passar per sobre el meu cadàver perquè tingui aquest paper! " però el convenç per deixar-lo actuar en una escena. És en l'escena d'adéu a Molly que Swayze confirma Rubin en la seva elecció i finalment convenç al director per donar-li al paper.
Nicole Kidman i Madonna van ser triades, entre altres actrius pel personatge de Molly. Molly Ringwald rep el paper, però es nega a interpretar la pel·lícula, decisió que lamentarà més tard. És finalment Demi Moore qui és triada després que Zucker hagi vist la pel·lícula La Setena Profecia.
Per interpretar Oda Mae Brown, l'elecció és més complicada. Diverses actrius i cantants són entrevistats, incloent-hi Tina Turner, però cap respon la trucada de Rubin o de Zucker. Whoopi Goldberg és proposada en diverses ocasions als dos homes però ells no estan convençuts i s'hi neguen cada vegada. Després de diverses proves en va, Zucker i Swayze van al rodatge de The Long Walk Home per trobar Goldberg i llegir una escena. La interpretació no és extraordinària, però el seu humor fa que li donin el paper.

## Premis i nominacions

### Premis
| Any  | Cerimònia                                              | Premis i nominacions                      | Premiat          |
| ---- | ------------------------------------------------------ | ----------------------------------------- | ---------------- |
| 1990 | Nikkan Sports Film Awards                              | Millor film estranger                     |                  |
| 1991 | American Society of Composers, Authors, and Publishers | « Top Box Office Films »                  | Maurice Jarre    |
| 1991 | Oscar                                                  | Oscar a la millor actriu secundària       | Whoopi Goldberg  |
| 1991 | Oscar                                                  | Oscar al millor guió original             | Bruce Joel Rubin |
| 1991 | Premis Saturn                                          | Millor film fantàstic                     |                  |
| 1991 | Premis Saturn                                          | Millor actriu                             | Demi Moore       |
| 1991 | Premis Saturn                                          | Millor actriu en un paper secundari       | Whoopi Goldberg  |
| 1991 | American Comedy Awards                                 | Actriu en el paper secundari més divertit | Whoopi Goldberg  |
| 1991 | BAFTA                                                  | Millor actriu secundària                  | Whoopi Goldberg  |
| 1991 | Globus d'Or                                            | Millor actriu secundària                  | Whoopi Goldberg  |
| 1991 | Goldene Leinwand                                       |                                           |                  |
| 1991 | Kansas City Film Critics Circle Awards                 | Millor actriu secundària                  | Whoopi Goldberg  |
| 1991 | Premi Sant Jordi                                       | Millor film estranger                     |                  |

### Nominacions
| Any  | Cerimònia    | Premis i nominacions                                | Nominat(s)                                                  |
| ---- | ------------ | --------------------------------------------------- | ----------------------------------------------------------- |
| 1991 | Oscar        | Oscar a la millor pel·lícula                        | Lisa Weinstein                                              |
| 1991 | Oscar        | Oscar al millor muntatge                            | Walter Murch                                                |
| 1991 | Oscar        | Oscar a la millor música                            | Maurice Jarre                                               |
| 1991 | Premi Saturn | Millor actor                                        | Patrick Swayze                                              |
| 1991 | Premi Saturn | Millor actor secundari                              | Tony Goldwyn                                                |
| 1991 | Premi Saturn | Millor director                                     | Jerry Zucker                                                |
| 1991 | Premi Saturn | Millor guionista                                    | Bruce Joel Rubin                                            |
| 1991 | Premi Saturn | Millors efectes especials                           | Bruce Nicholson John T. Van Vliet Richard Edlund Laura Buff |
| 1991 | Premi Saturn | Millor música                                       | Maurice Jarre                                               |
| 1991 | Eddie Awards | Millor muntatge                                     | Walter Murch                                                |
| 1991 | ASC Awards   | Millor fotografia                                   | Adam Greenberg                                              |
| 1991 | BAFTA        | Millor maquillador                                  | Ben Nye Jr.                                                 |
| 1991 | BAFTA        | Millor guió original                                | Bruce Joel Rubin                                            |
| 1991 | BAFTA        | Millors efectes especials                           |                                                             |
| 1991 | Globus d'Or  | Globus d'Or a la millor pel·lícula musical o còmica |                                                             |
| 1991 | Globus d'Or  | Globus d'Or al millor actor musical o còmic         | Patrick Swayze                                              |
| 1991 | Globus d'Or  | Globus d'Or a la millor actriu musical o còmica     | Demi Moore                                                  |
| 1991 | Prix Hugo    | Globus d'Or a la millor pel·lícula dramàtica        |                                                             |

## Al voltant de la pel·lícula
L'escena on el "fantasma del metro", interpretat per Vincent Schiavelli, ensenya Sam com moure objectes amb els seus "poders de fantasma" va ser filmada en una plataforma inferior abandonada a l'estació del carrer 42 del Metro de Nova York.

### Recaptació
- Mundial: 505.702.588 $
- Als Estats Units: 217.631.306 $

### Banda original de la pel·lícula
L'àlbum, parcialment compost per Maurice Jarre, va ser premiat amb l'Oscar a la millor banda sonora
1. The Righteous Brothers - Unchained Melody - 3:37
2. Ghost - 7:24
3. Sam - 5:33
4. Ditto - 3:19
5. Carl - 4:06
6. Molly - 6:17
7. Unchained Melody (instrumental) - 3:59
8. End Credits - 4:17
9. Fire Escape (bonus) - 3:12
10. Oda Mae & Carl (bonus) - 3:58
11. Maurice Jarre Interview (bonus) - 9:51